# Spaniel japonés
El spaniel japonés o Chin (狆) es una raza canina que de acuerdo al estándar FCI es originaria de Japón. Se trata de un perro faldero muy fácil de distinguir.

## Historia
Si bien la mayoría cree que la raza que dio origen al Chin japonés se originó en China, el medio por el que el Chin llegó a Japón es un tema ampliamente debatido. Una historia dice que los perros fueron dados a la realeza de Japón en 732 AD, como regalo de los gobernantes de Corea. Otros sostienen que se dieron como regalo a la Emperatriz de Japón desde mediados del siglo sexto al siglo séptimo. Y otros afirman que el Chin llegó por primera vez en Japón en el año 1000.
Tiene un antepasado común con el Pekínes y otros perros de origen tibetano.[cita requerida]

## Apariencia
Mide de 20 a 27 cm de alto hasta la cruz y pesa entre 1,5 y 10 kg, con un peso común de alrededor de 3 a 5 kg. El American Kennel Club y la Fédération Cynologique Internationale no pone requerimientos en cuanto a peso.

## Temperamento
Esta raza tiene un temperamento alerta, inteligente e independiente. Tiene preferencia para descansar en superficies elevadas como respaldos de sofás y sillas, habilidad para andar sobre una mesa de café sin tocar los elementos que hay sobre ella, etc.
Se encuentra en el puesto 62 de la lista de Stanley Coren, The Intelligence of Dogs, con buena inteligencia de trabajo y obediencia.

## Chin en la ficción
- Himechin, de Fortune Dogs
- Ceaser, de la película de 2009 en:2012 (film)

## Imágenes

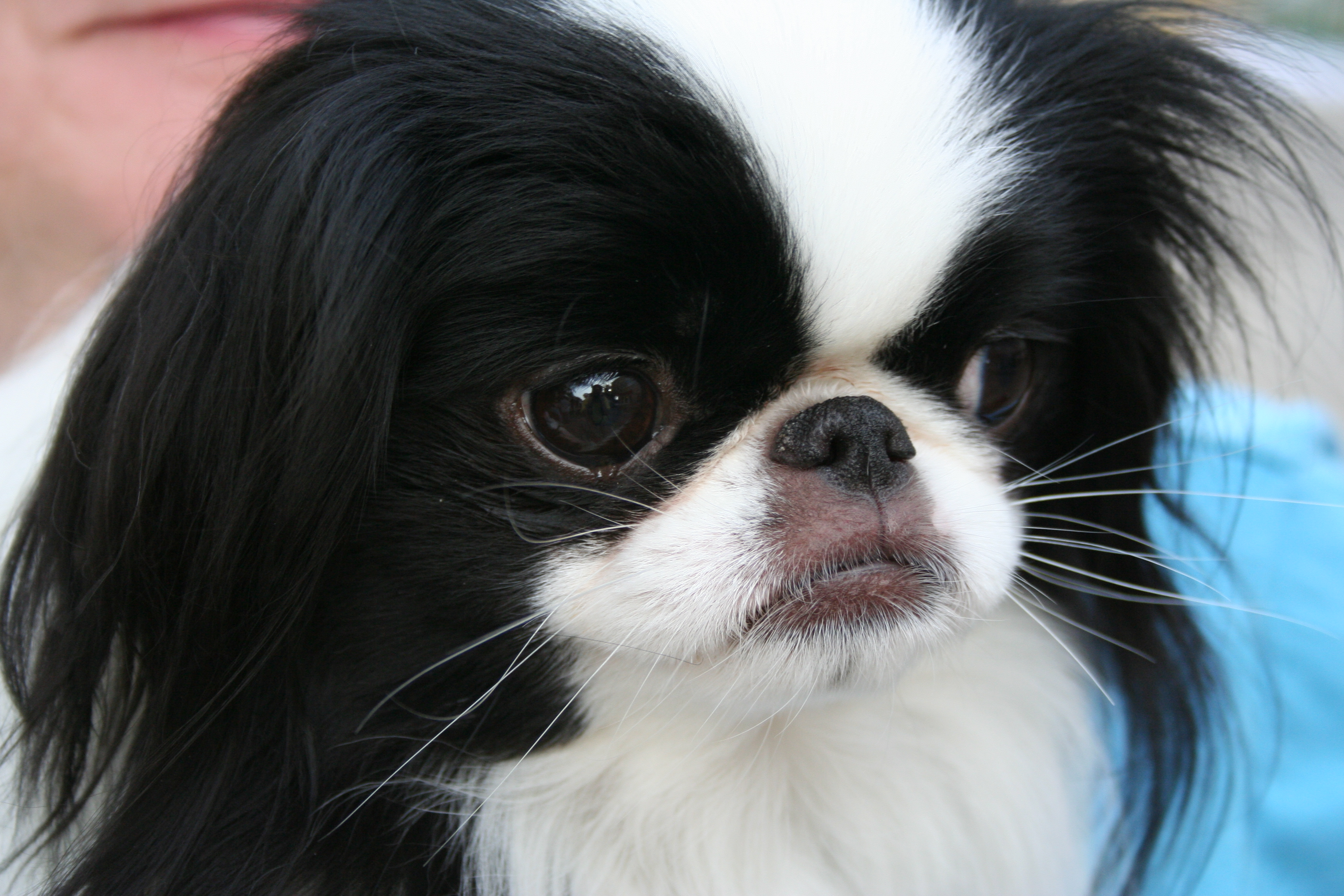
El Chin tiene una cabeza que le distingue
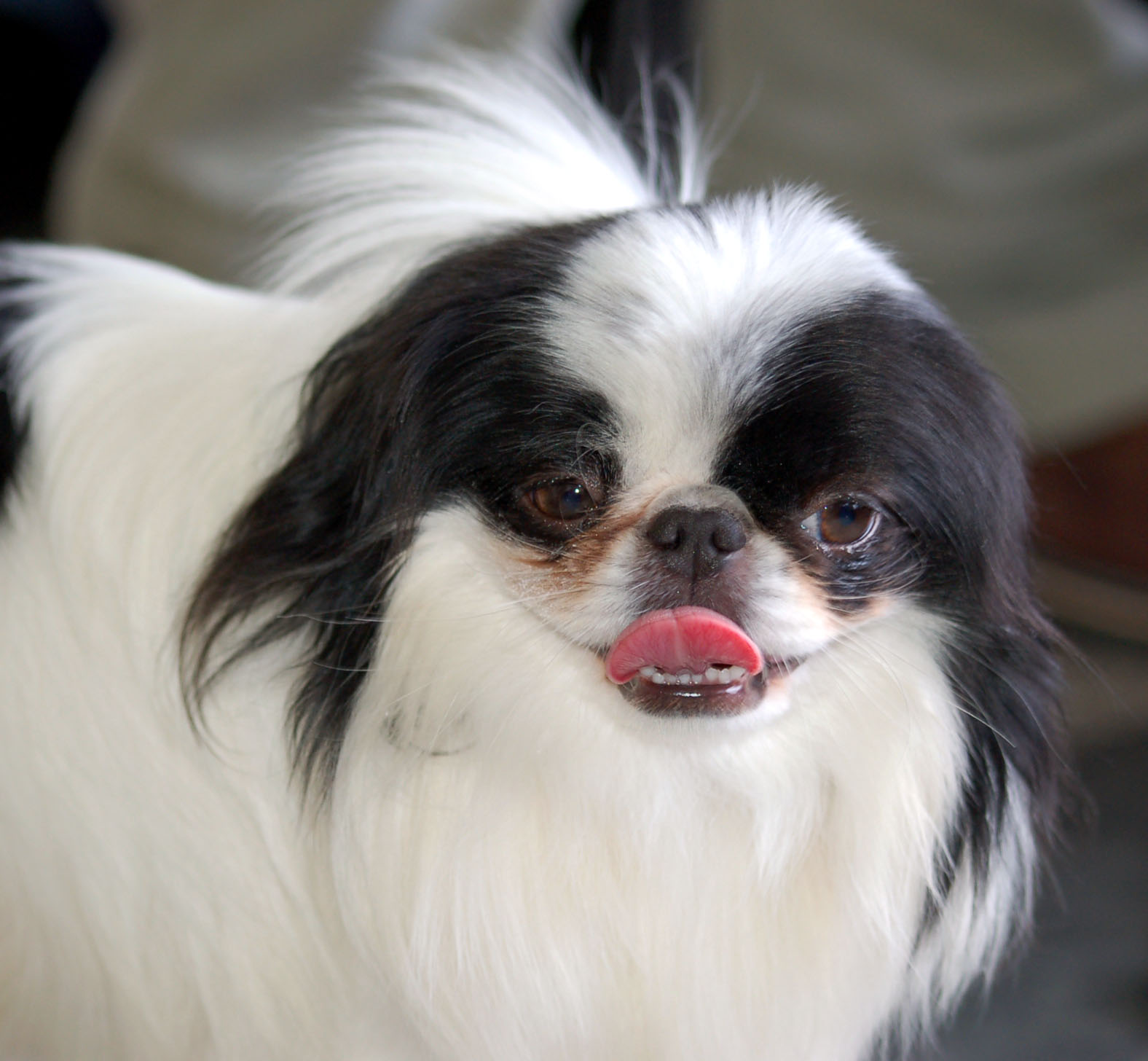
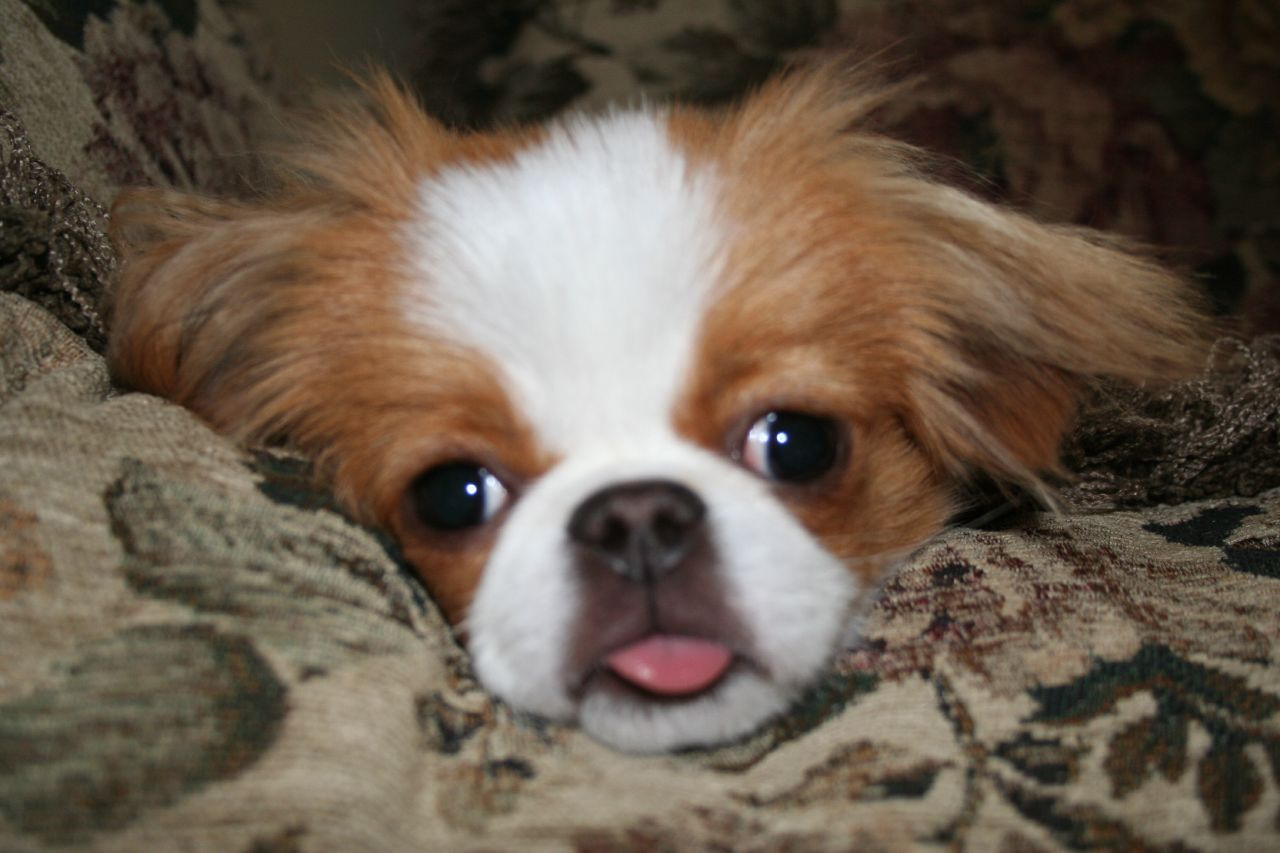
Blanco y rojo
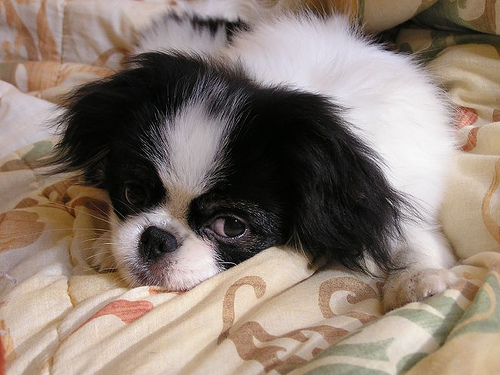
de 6 meses
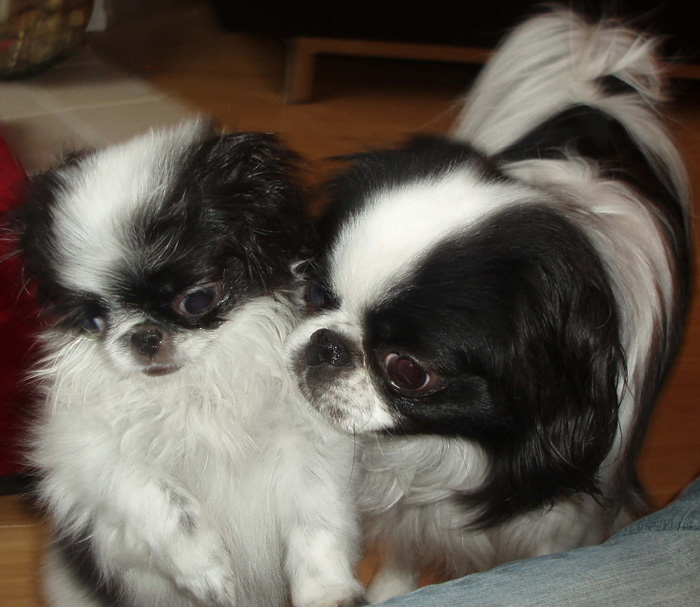
Cachorro y adulto